# Prefectura apostólica de Gondar
La prefectura apostólica de Gondar (en latín: Praefectura Apostolica de Gondar y en italiano: Prefettura apostolica di Gondar) fue una circunscripción eclesiástica de la Iglesia católica en Etiopía. Se trataba de una prefectura apostólica latina, inmediatamente sujeta a la Santa Sede, suprimida el 20 de febrero de 1961.

## Territorio y organización
La prefectura apostólica extendía su jurisdicción sobre los fieles católicos de rito latino residentes en los comisariatos de Gondar, Semien, Goggiam y Beghemeder en la parte oriental de la gobernación de Amara en el África Oriental Italiana.
La sede de la prefectura apostólica se encontraba en la ciudad de Gondar.
En 1950 en la prefectura apostólica existía una parroquia.

## Historia
La prefectura apostólica de Gondar fue erigida el 25 de marzo de 1937 mediante la bula Quo in Aethiopiae del papa Pío XI, tomando su territorio del vicariato apostólico de Abisinia, que simultáneamente fue suprimido. La construcción del nuevo distrito eclesiástico fue parte de un proyecto más amplio de reorganización de la Iglesia católica en Etiopía después de la conquista italiana.
La misión fue confiada a los combonianos, que sustituyeron a los lazaristas franceses, y fue nombrado primer prefecto el padre Pietro Villa, procurador general del Instituto.
La acción misionera se dirigió inicialmente hacia los colonos italianos y sólo más tarde también hacia la población mayoritaria abisinia. En los primeros años, además de la misión de Kerker, fundada por los lazaristas franceses, los combonianos abrieron nuevas misiones en Gondar, Addi Arcai, Azozò, Debre Marqos, Debre Tabor, Gorgora, Metemma, Socotà y Womberà.
Entre los misioneros combonianos destacó especialmente el padre Pío Ferrari, fundador de la misión de Gorgora en el lago Tana. Se comprometió especialmente en el diálogo con los ortodoxos etíopes y especialmente con los numerosos monjes que vivían a lo largo de las orillas del lago.
En la Segunda Guerra Mundial Etiopía fue conquistada por el ejército británico en 1941, y el último bastión italiano en caer fue Gondar el 30 de noviembre de 1941 al concluir la Batalla de Gondar. A partir de este momento se inició la repatriación forzosa de italianos, incluidos los misioneros. En julio de 1943 el prefecto Villa también abandonó Gondar para no regresar jamás.
El 20 de febrero de 1961 la prefectura apostólica, vacante desde 1946, fue efectivamente abolida y su territorio, mediante la bula Quod Venerabiles del papa Juan XXIII, pasó a ser parte integrante de la archieparquía de Adís Abeba.

## Estadísticas
Según el Anuario Pontificio 1951 la prefectura apostólica tenía a fines de 1950 un total de 820 fieles bautizados.
| Año                                                                             | Población            | Población | Población      | Sacerdotes | Sacerdotes    | Sacerdotes    | Bautizados por sacerdote | Diáconos permanentes | Religiosos | Religiosos | Parroquias |
| Año                                                                             | Bautizados católicos | Total     | % de católicos | Total      | Clero secular | Clero regular | Bautizados por sacerdote | Diáconos permanentes | Varones    | Mujeres    | Parroquias |
| ------------------------------------------------------------------------------- | -------------------- | --------- | -------------- | ---------- | ------------- | ------------- | ------------------------ | -------------------- | ---------- | ---------- | ---------- |
| 1950                                                                            | 820                  | ?         | ?              | 2          | 2             | 0             | 410                      |                      |            |            | 1          |
| Fuente: Catholic-Hierarchy, que a su vez toma los datos del Anuario Pontificio. |                      |           |                |            |               |               |                          |                      |            |            |            |

## Episcopologio
- Pietro Villa, M.C.C.I. † (28 de julio de 1937-25 de marzo de 1946 nombrado obispo auxiliar de Porto y Santa Rufina[nota 1])
  - Sede vacante (1946-1961)